# Ladja norcev (album)
Ladja norcev je deseti studijski album mariborske rock skupine Lačni Franz, izdan pri založbi Sedvex Records 30. marca 2016. Od prvotnih članov skupine je pri snemanju tega albuma sodeloval samo še frontman Zoran Predin, ki je leta 2014 ponovno oblikoval skupino z novimi člani. Je prva izdaja skupine skupine Lačni Franz v petnajstih letih (V peni sprememb je bil izdan 2001) in prva studijska izdaja po 22 letih od zadnjega albuma (Zadnja večerja, 1994), na katerem je bil vokalist še Predin.
Z albuma sta izšla dva promocijska singla: "Ladja norcev" in "Cmokfehtar" v obliki videospotov na YouTubeu.
Posneta je bila tudi hrvaška verzija albuma z naslovom Svako dobro, ki bo izšla jeseni 2016 pri založbi Croatia Records na Hrvaškem.

## Seznam pesmi
Vse pesmi je napisal Zoran Predin, kazen kjer je to navedeno.
| Št. | Naslov                  | Pisec              | Dolžina |
| --- | ----------------------- | ------------------ | ------- |
| 1.  | „Ladja norcev‟          |                    | 3:59    |
| 2.  | „Cmokfehtar‟            |                    | 3:54    |
| 3.  | „Spet na svoji strani‟  | Predin, Oto Rimele | 4:42    |
| 4.  | „Naj zadnji ugasne luč‟ |                    | 4:04    |
| 5.  | „Naš novi bog‟          |                    | 3:13    |
| 6.  | „Filma je konec‟        |                    | 4:55    |
| 7.  | „Jebiveter Junior‟      |                    | 4:29    |
| 8.  | „Iste sanje sanjava‟    |                    | 4:08    |
| 9.  | „Legendarni Praslovan‟  |                    | 4:22    |
| 10. | „Aleluja‟               |                    | 3:32    |

Pesmi "Spet na svoji strani", "Naš novi bog", "Jebiveter Junior" in "Legendarni Praslovan" so novejši posnetki starih pesmi, ki so izšle v 80-ih. Ostale pesmi so bile napisane za ta album.

### Svako dobro
Na Hrvaškem je izšla verzija albuma v hrvaščini z naslovom Svako dobro:
| Svako dobro | Svako dobro                  | Svako dobro        | Svako dobro |
| Št.         | Naslov                       | Pisec              | Dolžina     |
| ----------- | ---------------------------- | ------------------ | ----------- |
| 1.          | „Vaš as na deset‟            |                    | 3:59        |
| 2.          | „Ja vraćam sunce u svoj dan‟ |                    | 4:04        |
| 3.          | „Ponovo na svojoj strani‟    | Predin, Oto Rimele | 4:42        |
| 4.          | „Čao, lavice‟                |                    | 4:29        |
| 5.          | „Na kraju filma‟             |                    | 4:55        |
| 6.          | „Bog br. 2‟                  |                    | 3:13        |
| 7.          | „Daj pusu, daj pusu!‟        |                    | 3:54        |
| 8.          | „Zombi praslaven‟            |                    | 4:22        |
| 9.          | „Ti i ja smo isti san‟       |                    | 4:08        |
| 10.         | „Svako dobro‟                |                    | 3:32        |

## Zasedba
| Lačni Franz - Zoran Predin — vokal - Boštjan Artiček — klaviature - Tine Čas — kitara - Luka Čadež — bobni - Anej Kočevar — bas kitara |